# Latschenhochmoor südlich Langmoos

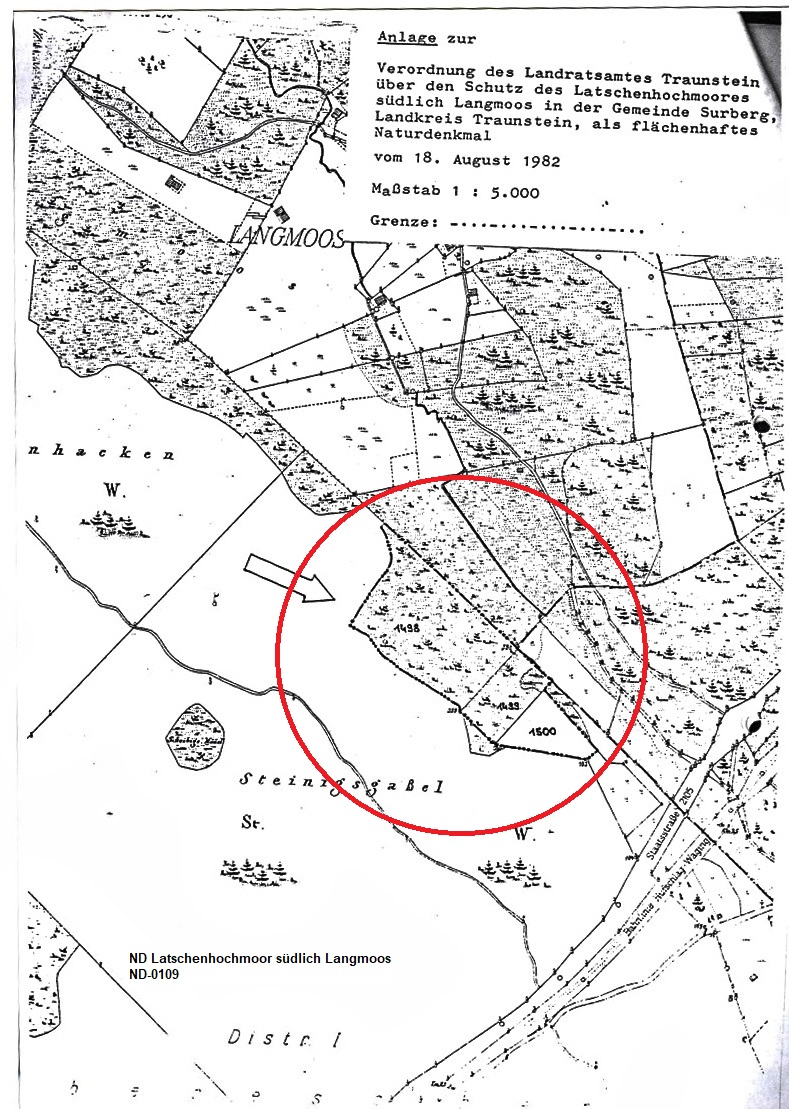
Lageplan Amtsblatt

Das Latschenhochmoor südlich Langmoos in der Gemeinde Surberg ist ein 3,69 ha großes flächenhaftes Naturdenkmal im Landkreis Traunstein.
Es erhielt im August 1982 durch Verordnung des Landratsamtes Traunstein den Schutzstatus und wird vom Bayerischen Landesamt für Umwelt unter der Nummer ND-00109 gelistet.

## Schutzzweck
Das Hochmoor südlich Langmoos ist als flächenhaftes Naturdenkmal zu schützen, da es sich hier qualitativ um einen hochwertigen Biotop handelt und seine Erhaltung wegen seiner herausragenden Eigenart und Seltenheit, seiner ökologischen, wissenschaftlichen, floristischen und faunistischen Bedeutung im öffentlichen Interesse liegt.